# Heriaeus hirtus
Heriaeus hirtus là một loài nhện trong họ Thomisidae.
Loài này thuộc chi Heriaeus. Heriaeus hirtus được miêu tả năm 1819 bởi Latreille.